# Kuwejt na Letnich Igrzyskach Olimpijskich 1980
Kuwejt na Letnich Igrzyskach Olimpijskich 1980 reprezentowało 56 zawodników (sami mężczyźni). Był to 4. start reprezentacji Kuwejtu na letnich igrzyskach olimpijskich.

## Skład kadry

### Judo
Mężczyźni
- Ali Heidar Ali Mohamed – waga ekstralekka – 19. miejsce
- Abdul Latif Rozaihan – waga półlekka – 19. miejsce
- Fahad Al–Farhan – waga lekka – 9. miejsce
- Ibrahim Muzaffer – waga średnia – 19. miejsce
- Sayed Farhad – waga ciężka – 10. miejsce

### Lekkoatletyka
Mężczyźni
- Abdul Majeed Al–Mosawi – 100 metrów – odpadł w eliminacjach
- Khaled Hussain – 800 metrów – odpadł w eliminacjach
- Khaled Khalifa – 1500 metrów – odpadł w eliminacjach
- Abdul Latif Abbas – 400 metrów przez płotki – odpadł w eliminacjach
- Essa Abbas – skok w dal – niesklasyfikowany
- Mohamed Al–Zinkawi – pchnięcie kulą – 14. miejsce
- Najim Abdulrazak – rzut dyskiem – 17. miejsce
- Khaled Ghaloum – rzut młotem – 17. miejsce

### Piłka nożna
Mężczyźni
- Abdullah Al–Buloshi, Ahmad Al–Tarabulsi, Ahmad Hasan, Faisal Al–Daakhil, Fathi Kamel, Hamad Khaled Mohamed, Hamoud Al–Shammari, Jamal Al–Qabendi, Jasem Sultan, Mahboub Jumaa Mubarak, Mu'ayed Al–Haddad, Na'eem Saed Mubarak, Saed Al–Houti, Sami Al–Hashash, Waleed Jasem Mubarak, Hamoud Youssef Al–Suwayed – 5. miejsce,

### Piłka ręczna
Mężczyźni
- Abdel Aziz Al-Anjri, Jasem Al-Deyab, Majid Al-Khamis, Faraj Al-Mutairi, Jasem Al-Qassar, Mohamed Al-Qassar, Abdullah Al-Qenai, Musa'ed Al-Randi, Fawzi Al-Shuwairbat, Khamis Bashir, Saleh Najem, Ismael Shah Al-Zadah, Khaled Shah, Ahmad Al-Emran – 12. miejsce

### Pływanie
Mężczyźni
- Adham Hemdan

100 metrów st. dowolnym – odpadł w eliminacjach
200 metrów st. dowolnym – odpadł w eliminacjach
- Mohamed Abdul Wahab

400 metrów st. dowolnym – odpadł w eliminacjach
100 metrów st. motylkowym – odpadł w eliminacjach
- Saleh Marzouk – 200 metrów st. motylkowym – odpadł w eliminacjach

### Skoki do wody
Mężczyźni
- Abdullah Mayouf – 23. miejsce

### Szermierka
Mężczyźni
- Khaled Al–Awadhi – floret – 31. miejsce
- Kifah Al–Mutawa – floret – 34. miejsce
- Ahmed Al–Ahmed – floret – 37. miejsce
- Ahmed Al–Ahmed, Kifah Al–Mutawa, Khaled Al–Awadhi, Ali Al–Khawajah – floret drużynowo – 9. miejsce
- Kazem Hasan – szabla – 34. miejsce
- Mohamed Al–Thuwani – szabla – 35. miejsce
- Osama Al–Khurafi – szabla – 40. miejsce
- Kifah Al–Mutawa, Ebrahim Al–Cattan, Osama Al–Khurafi, Mohamed Al–Thuwani, Kazem Hasan – szabla drużynowo – 11. miejsce
- Ahmed Al–Ahmed – szpada – 28. miejsce
- Ali Al–Khawajah – szpada – 29. miejsce
- Eyiad Mohamed – szpada – 30. miejsce